# 존 르 카레
존 르 카레(John le Carré 존 러캐레이[*], 영어 발음: /ləˈkæreɪ/, 1931년 10월 19일 ~ 2020년 12월 12일)는 영국의 소설가로, 본명은 '데이비드 존 무어 콘월'(David John Moore Cornwell)이다. 분야는 주로 첩보소설. 40여 년 넘게 영국 콘월주 베리언(Buryan)에 거주하였다.

## 생애
1931년 10월 19일 리처드 토머스 아치볼드 콘월(Richard Thomas Archibald Cornwell, 1906년 ~ 1975년)과 올리브 콘월(Olive Cornwell)사이에서 태어났다. 배우 샬럿 콘월(Charlotte Cornwell)은 그의 누이이며, 2살 위인 형은 광고 회사 간부로 일하다가 은퇴하였다. 항상 부채에 시달리고 보험사기로 감옥생활까지 한 부친에 대한 불만이 상당했다고 한다.
버크셔주 팽번(Pangbourne)근처의 예비학교(preparatory school)를 거쳐, 셔번스쿨(Sherborne School)로 진학. 1948년부터 1949년까지 스위스 베른 대학교에서 유럽어학을 수학했고, 그 후 옥스퍼드 링컨 칼리지(Lincoln College, Oxford)에서 공부를 계속하였다. 1956년 학위(B.A.)를 가지고 졸업한 후 이튼 칼리지에서 2년간 독일어를 가르쳤다.
1959년 이튼을 떠나 5년간 영국 외무부를 위해 일했다. 최초 임무는 본 영국 대사관의 제2 서기관(Second Secretary). 함부르크의 정치 영사(political consul)로 전근했다가, MI6(영국 정보부, 해외업무담당)로 자리를 옮겼다. 1961년 첫 소설을 발표했을 때 그는 여전히 요원의 신분이었다. 비밀요원으로서 그의 경력은 킴 필비사건으로 끝났다. 필비가 소련과 영국의 이중스파이로서 소련의 KGB에 영국 요원들의 신분을 노출시켰는데, 데이비드 콘월(그의 본명)이라는 이름도 그 안에 들어 있었기 때문이다.
1954년 앨리슨 앤 베로니카 샤프(Alison Ann Veronica Sharp)와 결혼, 세 명의 자녀(아들, 사이먼, 스티븐, 티머시)를 두었다. 그들의 결합은 1971년 끝났다. 1972년 편집자 출신(Hodder & Stoughton사) 밸러리 제인 유스터스(Valerie Jane Eustace)와 재혼, 슬하에 아들(니컬러스, 닉 하커웨이라는 필명으로 책을 썼다)을 하나 두었다.
르카레는 그의 필명이고, 본명은 데이비드 존 무어 콘월이다. 영국 외무부에 근무하면서 소설을 쓰기 시작하여, 그해 첫 번째 장편 소설 『죽은 자에게 걸려 온 전화』를 발표했다. 그리고 동서 냉전기의 독일을 무대로 이중간첩을 소재로 한 세 번째 소설 『추운 나라에서 돌아온 스파이』가 세계적으로 성공을 거두면서 본격적인 전업 작가의 길로 들어섰다. 이후 르카레는 시대를 반영한 걸출한 스파이 소설들을 발표하며 오늘날 스파이 스릴러를 쓰면서도 본격 작가로 대우받는 유일한 작가로 평가될 만큼 그 뛰어난 문학성을 인정받았다. 또한 누구보다 예민한 감각으로 냉전기의 시대 상황을 묘사한 작가로서, 그리고 뛰어난 이야기꾼으로서의 명성을 얻었다. 그의 책은 40여 개 국어로 번역, 소개되었다.
2000년 타임스와의 인터뷰에서, 실제로 베를린에 파견되어 영국의 스파이로 활동했으며 당시의 경험은 일부 작품의 집필에 영감을 주었다고 고백했다. 2003년에는 같은 매체를 통해 이라크 전쟁을 반대하며 토니 블레어 총리와 조지 부시 대통령을 강력히 비판하는 칼럼을 발표해 화제를 일으키기도 했다.

## 작품 목록

### Best of le Carré
2008년 10월 5일 방영된 BBC 4의 마크 로슨(Mark Lawson)과의 인터뷰에서 어떤 작품을 가장 좋아하느냐는 질문에 답한 리스트이다.
- The Spy Who Came in from the Cold
- Tinker, Tailor, Soldier, Spy
- The Tailor of Panama
- The Constant Gardener

### 장편소설
- Call for the Dead (1961)

《死者에게 걸려 온 電話》 (現代文藝編輯部, 1981)
《죽은 자에게 걸려 온 전화》, 최용준 옮김(열린책들, 2007)
- A Murder of Quality (1962)
- The Spy Who Came in from the Cold (1963)

《非情地帶》, 박용주 옮김(휘문출판사, 1965)
《추운 나라에서 돌아온 스파이》, 장왕록·심명호 옮김(세흥문화사, 1965)
《추운 나라에서 돌아온 스파이》, 현재훈 옮김(하서출판사, 1974)
《추운 나라에서 온 스파이》, 장왕록·심명호 옮김(삼중당, 1978)
《추운 나라에서 돌아온 스파이》, 임영 옮김(동서문화사, 1979)
《추운 나라에서 온 스파이》, 강호걸 옮김(해문출판사, 1989)
《추운 나라에서 돌아온 스파이》, 김은정 옮김(일신서적공사, 1989)
《추운 나라에서 돌아온 스파이》, 김석희 옮김(열린책들, 2005)
- The Looking-Glass War (1965)
- A Small Town in Germany (1968)
- The Naïve and Sentimental Lover (1971)
- Tinker, Tailor, Soldier, Spy (1974)[5]

《팅커, 테일러, 솔저, 스파이》, 이종인 옮김(열린책들, 2005)
- The Honourable Schoolboy (1977)

《써커스에서 온 스파이》, 조규채 옮김(지인사, 1978)
- Smiley's People (1979)

《스마일리의 사람들》, 조영학 옮김(RHK, 2013)
- The Little Drummer Girl (1983)

《드럼치는 소녀》, 정성호 옮김(소리, 1983)
《리틀 드러머 걸》, 조영학 옮김(RHK, 2014)
- A Perfect Spy (1986)

《완전한 스파이》, 정성호 옮김(나라기획, 1986)
《완벽한 스파이》, 김승욱 옮김(열린책들, 2021)
- The Russia House (1989)

《러시아 하우스》, 최재봉 옮김(김영사, 1990)
- The Secret Pilgrim (1990)
- The Night Manager (1993)

《나이트 매니저》, 김성식 옮김(사민사, 1994)
《나이트 매니저》, 유소영 옮김(RHK, 2016)
- Our Game (1995)
- The Tailor of Panama (1996)
- Single & Single (1999)
- The Constant Gardener (2001)
- Absolute Friends (2003)

《영원한 친구》, 박현주 옮김(열린책들, 2010)
- The Mission Song (2006)
- A Most Wanted Man (2008)

《원티드 맨》, 김승욱 옮김(랜덤하우스코리아, 2009)
《모스트 원티드 맨》, 김승욱 옮김(RHK, 2014)
- Our Kind of Traitor (2010)

《우리들의 반역자》, 남명성 옮김, (RHK, 2015)
- A Delicate Truth (2013)

《민감한 진실》, 유소영 옮김(RHK, 2015)
- A Legacy of Spies (2017)

《스파이의 유산》, 김승욱 옮김(열린책들, 2020)
- Agent Running in the Field (2019)

《에이전트 러너》, 조영학 옮김(RHK, 2021)

#### 논픽션
- The Good Soldier (1991)
- The United States Has Gone Mad (2003)
- Afterword (2014)
- The Pigeon Tunnel: Stories from My Life (2016)[6]

#### 단편
- Dare I Weep, Dare I Mourn? (1967)
- What Ritual is Being Observed Tonight? (1968)
- The Writer and The Horse (1968)
- The King Who Never Spoke (2009)

#### 옴니버스
- The Incongruous Spy (1964) - Call for the Dead, A Murder of Quality
- The Quest for Karla (1982), 일명 '카를라 3부작' - Tinker Tailor Soldier Spy, The Honourable Schoolboy, Smiley's People

#### 대본
- End of the Line (1970)
- A Murder of Quality (1991)
- The Tailor of Panama (2001)